# Urbanus hubellus
Urbanus hubellus is een vlinder uit de familie van de dikkopjes (Hesperiidae). De wetenschappelijke naam van de soort is voor het eerst geldig gepubliceerd in 1968 door Freeman. Deze naam wordt wel als een synoniem beschouwd van Urbanus prodicus Bell, 1956.